# Sphragista soloides
Sphragista soloides är en fjärilsart som beskrevs av Holland 1920?. Sphragista soloides ingår i släktet Sphragista och familjen tofsspinnare. Inga underarter finns listade i Catalogue of Life.